# 由羅騷動
由羅騷動（日语：／），是幕末萨摩藩的御家骚动。側室由羅之子島津久光與嫡子島津齊彬兩派家臣爭奪藩主岛津齐兴繼承權的事件。

## 背景
作為事件名稱的由羅，出身自江戶，後來成為岛津齐兴的側室。由羅密謀廢嫡，讓兒子久光取代正室彌姬所生的齊彬襲位。
除了由羅、齐兴和家老調所廣鄉等重臣，相比齊彬，更希望將久光繼位。久光擁立派擔心齊彬成為如祖父重豪般的「蘭癖大名」，而其仿效西洋的政策花費將惡化剛走出赤字的薩摩財政。
另一方面，齊彬擁立派，包括年輕的下級武士和老中阿部正弘等，不滿藩主齐兴的財政緊縮政策，而期待齊彬早日繼位。此時，薩摩藩實際支配琉球，面對頻繁的外國船只漂流和襲擊事件。相對於不熟悉西洋事務的當家齐兴，齊彬擁立派更希望熟悉西洋事務的齊彬成為藩主。

## 過程

### 調所下台
1817年，島津久光出生。1818年，久光在父親齐兴的安排下，成為種子島家養子。1825年，家督齐兴改變主意，解除了久光與種子島家的收養關係，改由島津家一門重富島津家收養。雖然種子島家亦為名門，但只是家老，進入重富家，保留了將來爭取藩主之位的機會。實際上，齐兴不想將家督將給嫡子齊彬。然而，齊彬已完成對將軍德川家齊的御目见，並娶了一橋家一橋齊敦的女兒英姬為正室。這意味著廢嫡是不可能的。因此，不想讓齊彬繼位的齐兴堅持繼續擔任藩主。
結果，齊彬年滿40歲，仍是島津家世子。當時，各藩習慣是當嫡子元服後，原藩主隱退，讓位給嫡子。故此時島津家的狀況十分異常。時下級藩士出身的調所廣鄉，受齊興重用，推行一系列的藩政改革，改善了薩摩財政。調所支持久光，認為齊彬的仿效西洋的政策將惡化薩摩財政。另一方面，藩內的年輕藩士對齐兴和調所的不滿高漲。
齊彬與年輕藩士聯手，以「齐兴隱居，調所下台」為目標。1848年，齊彬派向老中阿部正弘密報琉球走私。1609年，島津忠恒出兵琉球，將琉球納入薩摩藩的勢力範圍。自此，透過琉球的走私貿易，一直是薩摩藩的主要收入來源之一。調所廣鄉，給予商人走私特許，交換其免除薩摩的債務，以改善財政。1849年1月13日，在阿部的直接審訊後，調所在薩摩藩江戶芝藩邸服毒自殺。調所透過自殺，避免走私貿易一事延燒到藩主齐兴。
儘管成功排除調所，但是齐兴免於隱居。因此，齊彬派的「齊彬襲封」計劃失敗。另一方面，失去了左右手的齐兴更加怨恨齊彬，開始設法讓久光繼承家督。

### 由羅「詛咒」疑雲
由羅同情久光派的調所，故暗中將調所遺孤收為近侍。另一方面，齊彬雖然有許多子女，但多數早夭，僅3個女兒活下來；而久光的子女卻健康成長，兩者形成鮮明對比。此外，齊彬的實弟池田齊敏也早逝。齊彬派家臣們認為這是「由羅下咒齊彬及其子女」，計劃以此為理由，排除由羅及久光派家臣。

### 騷動
江戶家老島津壹岐、二階堂主計等改革派及藩內年輕藩士構成齊彬派。齐兴家老島津久寶、島津久德、伊集院平、吉利仲等人構成久光派。1849年，齊彬四男篤之助2歲夭折，謠傳為由羅以人偶施咒，兩派對立加劇。齊彬派年輕藩士襲擊久光派重臣不斷。1850年1月15日，齊彬派重要成員、町奉行兼物頭近藤隆左衛門、山田清安，及船奉行高崎五郎右衛門，涉及暗殺由羅與重臣被捕，處以即刻切腹。其他3人也因同樣罪名處以切腹。齊彬派約50人處以蟄居、遠島。此時，羞愧自殺者亦有。在騷動前病逝的二階堂遭剝奪士籍。齊彬派受到嚴格鎮壓，從薩摩本地波及江戶。1850年6月6日，在江戶的島津壹岐遭解職，處隱居、謹慎。6月8日，島津壹岐切腹。此時，齊彬派僅餘齊彬本人，襲封計劃似已無望。
西鄉吉之助，聽聞父親吉兵衛曾經擔任赤山靭負的介錯，並見過血衣。因此，西鄉開始強烈希望齊彬襲封。
大久保利通的父親利世曾在琉球館任職，但因事件遭免職，流放至喜界島。而大久保利通也遭到解職，處謹慎。

## 騷動後與影響
一些齊彬派藩士，逃離薩摩，投奔福岡藩。福岡藩主黑田長溥是齊彬的叔父，無法對本家骚动視而不見，拒絕了齐兴引渡脫藩藩士的要求。黑田長溥計劃透過弟弟八戶藩藩主南部信順，向老中阿部正弘尋求幫助，收拾事態。在阿部正弘出謀劃策下，將軍德川家慶下令齐兴隱居，由齊彬繼位家督。
值得一提的是，遭指控為騷動首謀的由羅並未受到嚴厲懲罰。1866年，由羅在鹿兒島去世。

### 註腳
1. 1 2 3 4  . kotobank （日语）.
2. 1 2  鍾宜芬. . . 2018. ISBN 9789578630574.
3. ↑  海音寺潮五郎.  1. 朝日文庫. : 194. 姓吉利
4. ↑  みなもと太郎. . 本人の容疑はもとより背後関係の調査すら抜きにしての切腹はいくらなんでも異常で斉興の憎悪の強さがうかがえる
5. ↑  . kotobank （日语）.